# Finžgar
Finžgar je slovenski priimek več znanih oseb:
- Alojzij Finžgar (1902 - 1994), pravnik, univ. profesor in akademik
- Borut Finžgar (1920 - 1976)?, jazz-glasbenik, pozavnist
- Domen Finžgar (* 1990), stripovski avtor, harmonikar, inž. gozdarstva
- Eva Finžgar (* 1939), anglistka
- Fran Saleški Finžgar (1871 - 1962), duhovnik, pisatelj, dramatik in prevajalec, akademik
- Ljerka Finžgar (1937 - 2021), industrijska oblikovalka
- Lovro Finžgar (* 1991), igralec
- Patrizia Jurinčič Finžgar (* 1990), gledališka igralka in režiserka
- Primož Finžgar, športni delavec (smučarski skoki)
- Rudi Finžgar (1920 - 1995), smučarski skakalec, športni delavec in gospodarstvenik
- Samo Finžgar, TV-snemalec
- Stanko Finžgar, španski borec z avstr. Koroške
- Vilko Finžgar (1910 - 1972), kartograf